# Beleg Cúthalion
Beleg  je izmišljen lik iz Tolkienove mitologije, serije knjig o Srednjem svetu britanskega pisatelja J. R. R. Tolkiena.
Bil je Doriathski vilin. Ime Beleg pomeni 'moč'. Zaradi svojih lokostrelskih veščin je dobil tudi epessë Cúthalion, kar pomeni Veliki lok. Uporabljal je lok Belthronding in puščico Dailir. Med pobegom orkom iz gozda Taur-nu-Fuin, ga je po pomoti ubil njegov prijatelj Túrin Turambar. Thingol mu je podaril meč Anglahel, ki ga je skoval Eöl Mračni vilin iz meteorjevega železa in je preklal vsako drugo železo.
Po nesreči ga je ubil njegov najboljši prijatelj Túrin, ko ga je Beleg rešil orkov.